# 下田美咲
下田 美咲（しもだ みさき、1989年8月15日 - ）は、日本のモデル・タレント。

## 来歴
13歳の頃にスカウトされたことをきっかけに、『エルティーンスペシャル』の表紙でデビュー。その後、『ピチレモン』の専属モデルとなる。
16歳の頃からシンガーソングライターとして活動を本格的に始め、CDデビュー目前となったが、高校卒業1カ月前に事務所を辞め、18歳頃からサロンモデルを始める。またアイドルとしても特撮ドラマ『爆竜戦隊アバレンジャー』やムラサキスポーツのCM、映画「ザ・ザ・ザオペレッタ」などに出演。本人が書いた「18歳の哲学。」（株式会社コネクタ）も過去にiPhoneアプリケーションで出版している。
- 2011年5月、企画・脚本・撮影・出演・演出・監督・編集を全て本人が行った動画をYouTubeに投稿する下田美咲の動画プロジェクト(SMDP)を開始。
- 2011年6月、JOYSOUNDうたスキ動画にエントリーした動画がゴールデンボンバーメンバー賞・樽美酒研二賞を受賞。
- 2012年10月24日、カバーアルバム『I LOVE J-POP』でゴールデンボンバーの「女々しくて」を公式カバーし歌手デビュー。
- 2012年10月27日、元SDN48の光上せあら、穐田和恵らと『新生せあらーずエンジェルとおいろけ先輩』を結成し、主にパフォーマーとしてライブ活動を始める。
- 2012年12月5日、自身作詞のオリジナルソング第1弾「お手を拝借! もういっちょ!」（作曲は宮下浩司）をライブにて初披露。
- 2013年5月8日、「合コンアワード2013」表彰式にて日本合コン協会より『合コンに欠かせない「飲み会コール」を世に広め合コン業界の発展や活性化に貢献した人物』としてカラテカ入江やゲッターズ飯田などともに表彰される。
- 2013年5月24日、第1回ばんどる♪祭アイドル♡フェスIN赤坂BLITZを最後にせあらーずエンジェルを脱退。
- 2013年7月10日、「お手を拝借! もういっちょ!」がレコチョクとiTunesで配信を開始。
- 2013年7月14日、「お手を拝借! もういっちょ!」配信記念、下田美咲の破産カーニバルと称して、ファッション雑誌『メンズナックル』のモデルとシモリアンに協力してもらい、ゲリラ・ライブを挙行した。
- 2013年11月、個人事務所ミサキ式を設立する[4]。
- 2013年12月18日、DVD+CD『下田美咲参上』がリリースされる[5]。
- 2013年12月1日、引地敬澄と砂川勇斗とのユニットNoRAの結成を発表。
- 2014年6月3日、書籍『生きているだけで死にたくなるような世の中で生きていてもいいような気がしてくる119の名案』が刊行される[6]。
- 2014年8月6日、写真集『食べごろ美咲』とBlu-ray『美咲のためならバリ島へ』が発売される[7]。
- 2014年11月1日、「結果、恋に落ちる」がドワンゴとiTunesで先行配信を開始。
- 2016年11月1日、1歳年下のホストとの結婚を発表[8]。
- 2017年9月13日、第1子男児を出産[9]。
- 2021年上旬、第2子男児を出産。
- 2023年5月末、子犬を飼う。

## 人物
- 下田家の次女として生まれる。家族構成はナンパ師の父（チャラい）と小悪魔な母（どちゃらい）とクレイジーな姉（恐い）とNo.1ホストの弟（鬼畜）とシラけた犬の5人と1匹[10]。
- 趣味は鯉にエサをあげること（生き物の餌付け全般）、人の実家へ行くこと、芋掘り、乳搾り[10]。
- 特技はよその家庭に馴染むこと、ポンデケージョ作り（しかし家にはオーブンが無い）[10]。
- 「嫌なことを避けて通ることに妥協はしない」をモットーにしている[11][12]。
- 自分のファンをシモリアンと呼ぶ[13]。

## 自作宣伝カー
- 2013年6月「【下田美咲、宣伝トラック出した過ぎて、セルフで宣伝カー作ってみた】の巻。」というコメントと共に、自作宣伝カーの画像がツイッターにて公開され、一部で話題になった。
- 宣伝トラックや選挙カーなどの車を使ったイベントを好む傾向があり、とくに宣伝トラックに対しては、強い憧れと理想像を持っていて、デビューソング「お手を拝借！もういっちょ！」を発売する際は「絶対に宣伝トラックを出したい。むしろトラックが出せる時期が来るまでCDを出したくない」と拘っていたが、Youtubeで曲を公開するとファンから発売を望む声が多くあがったため、自宅の車を改造して宣伝カーを自作した[14]。
- 下田美咲宣伝カーは、下田美咲がデザインしたものを、下田の父親が製作した（近所のおじさんも助っ人に入った）[14]。
- 2013年6月8日、日本テレビ系の情報番組『ズームイン!!サタデー』に出演することを記念して「下田美咲！祝☆ズームインサタデー出演記念カーニバル」と題し自作の宣伝カーで都内を走行するイベントを計画していたが、突然の番組内容変更により出演しないまま放送が終わってしまったため急遽「下田美咲、タガメに完敗！録画してくれてたのにごめんねカーニバル」とタイトルを改め実施した[15][16]。
- 2013年11月、「下田美咲宣伝カー」を壊すイベント「一か八かで車を壊すよカーニバル!!!」を開催。自身のCD制作販売会社にちゃんとした宣伝トラックを作ってもらえるようにプレッシャーをかける目的で、この下田美咲宣伝カーを壊す。車全てを壊すということではなく、車体に貼ったステッカーや、屋根上の看板類の撤去に留まる[17][18]。

## 作品

### 映像作品
- お手を拝借! もういっちょ!（2013年12月4日、ポニーキャニオン、DVD+CD）
- 下田美咲参上（2013年12月18日、ポニーキャニオン、DVD+CD）
- 下田美咲って誰?（2014年2月26日、よしもとアール・アンド・シー、DVD）
- 美咲のためならバリ島へ（2014年8月6日、ポニーキャニオン、Blu-ray）

- 参加作品

| 発売日         | タイトル     | 規格品番  | 参加曲     |
| -------------- | ------------ | --------- | ---------- |
| 2012年10月24日 | I LOVE J-POP | OTCD-2929 | 女々しくて |

### 写真集
- 食べごろ美咲（2014年8月6日、ポニーキャニオン）

### 書籍
- 生きているだけで死にたくなるような世の中で生きていてもいいような気がしてくる119の名案（2014年6月3日、竹書房）
- そうだ、結婚しよう。 愛されつづける非常識のススメ（2017年7月26日、毎日新聞出版）
- 新型ぶりっ子のススメ 彼に恋させる、計算ずくの恋愛戦略（2016年11月1日、KADOKAWA）
- 私に都合のいい人生をつくる（2017年11月17日、大和書房）
- 人生の作戦会議 なんでも解決しちゃう王生際ハナコ（2017年12月20日、幻冬舎） – 小説

## 出演

### 雑誌
- エルティーンスペシャル(近代映画社) 表紙
- ピチレモン (学研パブリッシング)
- セブンティーン(集英社)
- sweet (宝島社)
- CHOKi CHOKi girls (内外出版社)
- Myベストヘア (宝島社)
- ar (主婦と生活社)
- かんたん手順ですぐできる! 大人キレイなヘアアレンジ (晋遊舎)
- 1DAY TATTOO アイメイク LESSON BOOK (学研パブリッシング)
- 25ansウエディング ゲストスタイルvol.1 (ハースト婦人画報社)
- FUDGE Presents ヘアスタイルBOOK　2012 Autumn & Winter (三栄書房) 表紙
- De☆View (オリコン・エンタテインメント)
- SPA! (扶桑社)今週の顔 (2013年10月22日発売)
- 週刊プレイボーイ 2013年11月18日号 (2013年11月5日発売)グラビア＆インタビュー

### テレビ
- 爆竜戦隊アバレンジャー 第22話「娘たちのアバレ歌」・第23話「アバレ電波ドキューン!」（2003年7月27日・8月3日、テレビ朝日） - 梨紅（ぷりぷりんせすシスターズ） 役

### ラジオ
- 福井謙二 グッモニ （2013年6月5日　文化放送）

### ウェブ配信
- 美女暦
- musicるマンディ（2013年11月25日）
- 橋本道場 負けて勝つ!（2016年10月1日 - 9日、ぽにちゃん）